# Eduard Stakemeier
Eduard Stakemeier (* 9. Juni 1904 in Müschede; † 30. Dezember 1970 in Würzburg) war ein deutscher katholischer Priester und Professor der Theologie. Er gilt als einer der Wegbereiter des ökumenischen Gedanken im Katholizismus.

## Leben
Eduard Stakemeier studierte in Paderborn, Tübingen, Münster und Rom. In Tübingen trat er 1925 der katholischen Studentenverbindung Unitas Markomannia bei. 1929 wurde er in Paderborn zum Priester geweiht. Anschließend war er bis 1932 Vikar in Dortmund-Lütgendortmund. Zwischen 1932 und 1935 studierte Stakemeier in Rom und promovierte dort 1934 auch zum Dr. theol. Ein Jahr später promovierte er noch einmal in Tübingen.
Stakemeier wurde in Paderborn Professor für Fundamentaltheologie, vergleichende Religionswissenschaften und Konfessionskunde. Er war dort auch Direktor des Johann-Adam-Möhler Instituts für Ökumenik. Außerdem war er Konsultor im Sekretariat für die Einheit der Christen, nahm als Berater von Lorenz Kardinal Jäger am 2. Vatikanischen Konzil teil und war päpstlicher Hausprälat.
Als Autor war Stakemeier vielfältig aktiv. Eine Bibliographie zu seinem Werk enthält 14 Monographien und sonstige selbstständige Schriften, 14 Beiträge in Lexika und Sammelwerken sowie zahlreiche wissenschaftliche Zeitschriftenbeiträge. Allein 46 Aufsätze erschienen in der Zeitschrift „Theologie und Glaube“.
Er starb während einer wissenschaftlichen Veranstaltung in Würzburg und wurde in Müschede begraben. In der Bibliothek des Johann-Adam-Möhler-Instituts für Ökumenik befinden sich etwa 800 wissenschaftliche Werke aus seinem Nachlass.
In Arnsberg ist eine Straße nach Stakemeier benannt.